# 河源职业技术学院
河源职业技术学院，简称河职院，是经中华人民共和国教育部备案、广东省政府批准建立的全日制公办高等普通专科学校。

## 校区
河源职业技术学院校区地处市区东北部、东江东岸的大学城，是为源城区、紫金县、东源县三地交界，校园占地面积1500多亩，全日制在校学生10000多人。

## 下设学院
- 机电工程学院
- 电子与信息工程学院
- 工商管理学院
- 人文学院
- 艺术设计学院

## 师资概况
河源职业技术学院现有教职工600多人，其中专职教师约460人，图书馆藏书82万册。